# Округ Белнап (Њу Хемпшир)
Белнап (енгл. Belknap County) је округ у америчкој савезној држави Њу Хемпшир.

## Демографија
По попису из 2010. године број становника је 60.088, што је 3.763 (6,7%) становника више него 2000. године.
| Група             | 2000.          | 2010.          |
| Белци             | 54.685 (97,1%) | 57.553 (95,8%) |
| Афроамериканци    | 165 (0,3%)     | 279 (0,5%)     |
| Азијати           | 311 (0,6%)     | 699 (1,2%)     |
| Хиспаноамериканци | 418 (0,7%)     | 724 (1,2%)     |
| Укупно            | 56.325         | 60.088         |